# Irwin Unger
Irwin Unger (New York, 2 maggio 1927 – New York, 7 giugno 2021) è stato uno storico statunitense specializzato in storia economica, storia degli anni sessanta e storia della Gilded Age.

## Biografia
Conseguì il dottorato di ricerca presso la Columbia University nel 1958 e fu professore emerito di storia all'Università di New York. Vinse il Premio Pulitzer per la storia nel 1965 grazie alla sua opera The Greenback Era.

## Opere
Tra le opere pubblicate da Unger rientrano:
- The Guggenheims: A Family History, con Debi Unger, 2005
- LBJ: A Life, con Debi Unger, 1999
- The Times Were a Changin': The Sixties Reader, con Debi Unger, 1998
- The Best of Intentions: The Great Society Programs of Kennedy, Johnson and Nixon (1995)
- Turning Point, 1968, con Debi Unger, 1988
- These United States: The Questions of Our Past (1978)
- The Vulnerable Years: The United States, 1896-1917 (1977)
- The Movement: The American New Left 1959-1973 (1973)
- The Greenback Era (1965)

Inoltre, Unger ha scritto un certo numero di libri sulla storia moderna degli Stati Uniti.